# Бутайчяй (Расейняйський район)
Бутайчяй (Būtaičiai) — хутір у Литві, Расейняйський район, Бетигальське староство, знаходиться за 4  км від села Ілґіжяй III. Станом на 2001 рік у селі ніхто не проживав.

## Принагідно
| Литва | Це незавершена стаття з географії Литви. Ви можете допомогти проєкту, виправивши або дописавши її. |